# Cossacks: European Wars

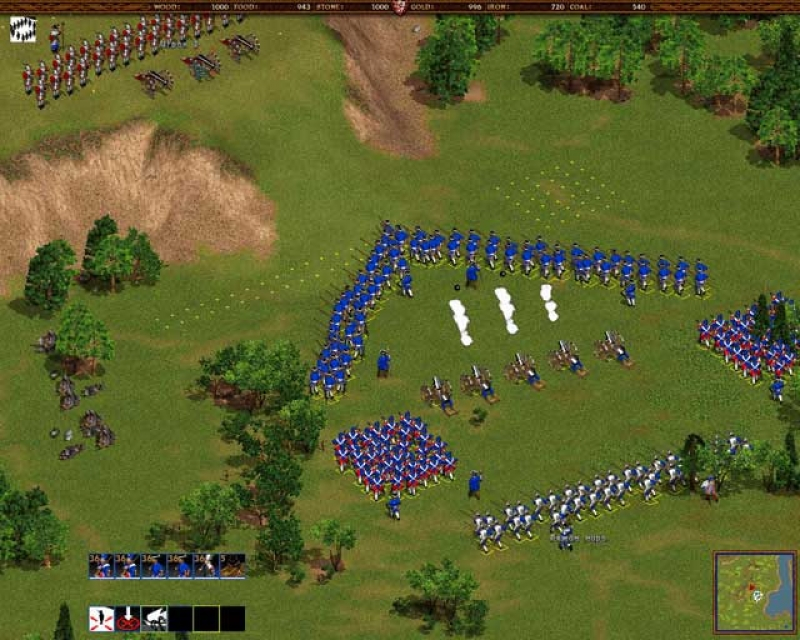
Captura de tela do jogo de computador "Cossacks: European Wars mostra a batalha que podemos ver no jogo.

Cossacks: European Wars é um jogo de computador baseado nas guerras européias que aconteceram entre os séculos XVII e XVIII, e renomado pelas quantidades aparentemente infinitas de unidades que o jogador pode controlar ao mesmo tempo. Esta habilidade o coloca à parte de outros jogos da época como Age of Empires, Empire Earth, e Civilization. Mesmo hoje em dia os únicos jogos que podem chegar perto na comparação com Cossacks na área de número de unidades são aqueles encontrados nas séries Total War.

## Descrição geral
Cossacks é um jogo de estratégia em tempo real (RTS, do inglês Real-time strategy), tendendo para o fim tático do espectro, com um bom equilíbrio entre gráficos e jogabilidade. A jogabilidade em Cossacks é muito fluido e rápido, além de permitir grandes batalhas e gráficos muito realísticos. A forma single player do jogo é muito rápida, a menos que o jogador resolva colocar o tipo de mapa para "Ilhas" (Islands).
Na maioria das vezes o iniciante achará muito difícil sobreviver aos constantes ataques que são lançados pela inacreditavelmente eficiente AI. Estes ataques atormentarão o jogador até quando ele conseguir destruir completamente a cidade do inimigo ou fortalecer adequadamente a sua (infelizmente ao mesmo tempo em que o jogador fortalece adequadamente sua cidade, seu inimigo terá adquirido morteiros que facilmente derrubarão construções).
Cossacks se preocupa com o realismo em sua jogabilidade, com os gráficos que parecem totalmente em proporção, e de maneira alguma cartunismo, como é visto em Age of Empires III. Os produtores de Cossacks também se preocuparam muito com a precisão histórica em seu jogo, provendo histórias detalhadas e corretas de todas as unidades disponíveis, como também proporcionando beleza e precisão às unidades de acordo com descrições históricas. Porém, muitas pessoas se queixaram de lá não haver uma Escócia separada no jogo. A Inglaterra se torna, em efeito, Reino Unido neste jogo, devido ao fato que só tropas escocesas, não tropas inglesas, tiveram os tradicionais gaiteiros de foles.
Há um demo que inclui um mapa ao acaso que só tem disponível uma força espanhola, carga e opções de salvamento e três níveis de dificuldades. Outro demo existe onde o jogador pode usar multiplayer e pode jogar ou como Inglaterra ou como França. Até quatro jogadores podem jogar de uma vez.

## Níveis de Dificuldade
Há quatro níveis de dificuldade em Cossacks: European Wars:
- Easy
- Normal
- Hard
- Very Hard

## Nações
Em Cossacks você tem permissão para jogar como e com um grande número de nações, que são as seguintes:
- Argélia
- Áustria
- Inglaterra
- França
- Países Baixos
- Piemonte
- Polônia
- Portugal
- Prússia
- Rússia
- Saxônia
- Espanha
- Suécia
- Turquia
- Ucrânia
- Veneza

Como em Age of Empires II, cada lado tem vantagens e desvantagens, como também construções com uma aparência completamente sem igual. Porém, muitos jogadores lamentam o fato de que, em jogo, só é possível se jogar com seis nações de uma vez, e sem pacotes de expansão adicionais é impossível jogar com um time no lado do jogador.

## Mapas
Em Cossacks há um grande número de mapas, aleatoriamente gerados além de cinco longas campanhas que são consideradas extremamente difíceis de serem cumpridas. Estas campanhas são historicamente precisas.

## Modos de Jogabilidade

### Single Player
São três opções a serem escolhidas pelo jogador no modo Single Player:
1. Single Mission — dez missões de uma única fase em que envolve desafios históricos.
2. Radom Map — o jogador escolhe seu país de preferência e o ou os países que desejar enfrentar.
3. Campaing — o jogador pode escolher entre:

- - Tutorial Games, que instrui o jogador com exemplos de situações que ocorrem durante o jogo;
  - Caribbean Pirates da Inglaterra;
  - War of Independece da Ucrânia;
  - Serving the Cardinal da França, e
  - A Window to Europe da Rússia.

### Multiplayer
Permite jogar com vários jogadores em outras máquinas, por conexão local ou pela internet.

## Expansões
- Cossacks: Art of War
- Cossacks: Back to War